# Orthosia proba
Orthosia proba là một loài bướm đêm trong họ Noctuidae.